# Xantolis boniana
Xantolis boniana là một loài thực vật có hoa trong họ Hồng xiêm. Loài này được Marcel Marie Maurice Dubard miêu tả khoa học đầu tiên năm 1911 dưới danh pháp Planchonella boniana. Năm 1957, Pieter van Royen chuyển nó sang chi Xantolis.
Loài này có tại Lào, Trung Quốc (Hải Nam) và Việt Nam. Tên Việt: sảo trai, sao trai.

## Tên gọi
Trong tiếng Trung nó được gọi là 越南刺榄 (Việt Nam thích lãm), thứ có tại Hải Nam gọi là 喙果刺榄 (uế quả thích lãm).

## Phân loài và thứ
- Xantolis boniana var. boniana (nguyên chủng, đồng nghĩa: Planchonella laotiana Dubard, 1911): Lào, Việt Nam.
- Xantolis boniana var. pavieana (Pierre ex Dubard) P.Royen, 1957 (đồng nghĩa: Pouteria pavieana (Pierre ex Dubard) Baehni, 1942, Planchonella pavieana Pierre, 1890 nom. inval., nom. nud.): Lào.
- Xantolis boniana var. rostrata (Merr.) P.Royen, 1957 (đồng nghĩa: Planchonella rostrata (Merr.) H.J.Lam, 1925, Pouteria eluviicola Baehni, 1942, Sideroxylon rostratum Merr., 1922): Hải Nam. Rừng trong các hỏm núi có suối, ở cao độ 2.000-2.400 m.[5]

## Mô tả
E-flora cung cấp mô tả cho thứ có tại Trung Quốc (X. boniana var rostrata) như sau:
Cây gỗ cao 10–20 m. Cành nhỏ từ thon búp măng đến ép dẹp tại đỉnh, lông tơ mịn màu gỉ sắt khi non, dần trở thành nhẵn nhụi. Cuống lá 0,8-1,5 cm, lông tơ mịn màu gỉ sắt, nhẵn nhụi; phiến lá hình elip, hình trứng hoặc hình trứng ngược, 6-15 x 3–6 cm, gần giống da, cả hai mặt có lông len màu gỉ sắt ánh vàng khi còn non, nhẵn nhụi và bóng hoặc lông măng màu gỉ sắt dọc theo gân lá khi trưởng thành, đáy lá hình nêm, đỉnh từ tù tới nhọn, gân bên 9-13 đôi. Hoa màu trắng. Cuống hoa 6–10 mm, có lông măng màu gỉ sắt dần trở thành nhẵn nhụi. Lá đài hình trứng-mũi mác, 4-5,5 x 2–3 mm, cả hai mặt có lông măng trắng áp ép, rìa dạng màng. Tràng hoa nhẵn nhụi. Nhị lép hình tam giác rộng. Bầu nhụy hình trứng, 2–3 mm, lông tơ mịn màu trắng. Vòi nhụy thon búp măng, 0,9-1,1 cm. Quả màu đen, dạng quả ô liu, 2-4 x 1,4-2,2 cm, gốc có đài hoa bền, đỉnh có mỏ, có lông tơ màu vàng nhạt, vỏ quả ngoài dạng gỗ, 1-2 hạt. Hạt từ thuôn dài đến hình elip, 2-3 x 0,8-1,5 cm, màu nâu vàng bóng, sẹo thuôn dài và dài như hạt. Ra hoa tháng 1-2.
Sách Cây cỏ Việt Nam cung cấp mô tả cho nguyên chủng có tại Việt Nam như sau:
Đại mộc; nhánh, lá non có lông. Phiến lá xoan bầu dục, to 6-12 x 3-5,5 cm, chót nhọn, đáy từ từ hẹp, không lông, gân phụ 5-6 cặp; cuống 1-1,5 cm. Hoa ở nách; cọng dài 1 cm; lá đài 4-4,5 mm, có lông; noãn sào có lông, vòi nhụy dài. Trái bầu dục, dài 2,5 cm, nạc vàng; hột 1, dẹp dẹp, dài 22 mm, thẹo dài 17 mm.